# John Archibald Venn
John Archibald Venn (10 novembre 1883 - 15 mars 1958) est un économiste britannique. Il est président du Queens' College de Cambridge de 1932 jusqu'à sa mort, vice-chancelier de l'Université de Cambridge de 1941 à 1943, archiviste universitaire et auteur, avec son père, d'Alumni Cantabrigienses. 

## Biographie
Il est le fils du logicien John Venn (le créateur du diagramme de Venn) et fait ses études au Eastbourne College et au Trinity College de Cambridge. Il obtient les honneurs dans les Tripos d'Histoire en 1904-1905. Pendant la Première Guerre mondiale, il est lieutenant pendant trois ans dans le Cambridgeshire Regiment, puis sert comme statisticien au Département de la production alimentaire. Il siège au Conseil scientifique de l'Institut international d'agriculture et à de nombreux autres comités départementaux du ministère de l'Agriculture. Venn est élu Fellow en 1927 et après avoir été Junior Fellow et Bursar au Queens avant d'être élu président à la mort de Thomas Cecil Fitzpatrick en 1932. À l'époque, il est le plus jeune directeur d'un collège à Cambridge. Il est également le conférencier Gilbey en agriculture.
L'écrivain guyanais Arthur Seymour rend visite à Venn dans la loge présidentielle du Queens 'College lorsque Venn montre à Seymour les preuves d'Alumni Cantabrigienses. Trente ans plus tard, le souvenir d'avoir vu ces preuves inspire Seymour de proposer la création d'une encyclopédie nationale guyanaise sur le modèle de l'encyclopédie nationale australienne. Bien que Seymour n'ait pas réussi à obtenir un soutien financier pour le projet, l'exemple de Venn a inspiré Seymour pour publier deux volumes du Dictionary of Guyanese Biography qui sont publiés en 1984 et 1986.